# ㄱ

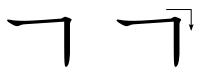
筆順

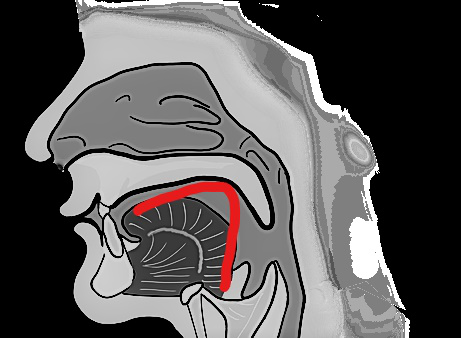
ㄱの象形

ㄱは、ハングルを構成する子音字母のひとつ。1番目の字母。名称はキヨク（기역、大韓民国）またはキウク（기윽、北朝鮮）である。

## 音声
後舌を軟口蓋に密着させて閉鎖を作り、一旦、空気の流れを完全に塞いだ後、一気に開放することによって作り出される軟口蓋破裂音の発音を表す。朝鮮語の破裂音には気音を伴うかそうでないか、喉頭緊張（テンス）を伴うかそうでないかによって三系統が存在する。この字母は無気で喉頭緊張を伴わない通常の破裂音（平音）を表しており、音素記号は/k/で表される。
語頭の初声では無声軟口蓋破裂音[k]で発音される。
語中の母音の間、また語中の有声子音の後では有声軟口蓋破裂音[g]となる。
終声は、語末や無声子音の前においては内破音[k̚] = [k_<] (X-SAMPA)で発音される。
| 音価 | 終声字                     | 複合終声字           | 複合終声字 |
| 音価 | 終声字                     | 前                   | 後         |
| ---- | -------------------------- | -------------------- | ---------- |
| ㄱ   | ㄱ, ㅋ, ㄲ                 | ㄳ                   | ㄺ         |
| ㄷ   | ㄷ, ㅅ, ㅆ, ㅈ, ㅊ, ㅌ, ㅎ |                      |            |
| ㅂ   | ㅂ, ㅍ                     | ㅄ                   | (ㄼ), ㄿ   |
| ㄹ   | ㄹ                         | ㄼ, ㄽ, ㄾ, ㅀ, (ㄺ) |            |
| ㄴ   | ㄴ                         | ㄵ, ㄶ               |            |
| ㅁ   | ㅁ                         |                      | ㄻ         |
| ㅇ   | ㅇ                         |                      |            |

## 用例
가（カ・ガ）기（キ・ギ）구（ク・グ）게（ケ・ゲ）고（コ・ゴ）갸（キャ・ギャ）규（キュ・ギュ）교（キョ・ギョ）

## 訓民正音
訓民正音初声体系では全清の牙音に分類されている。訓民正音の世宗序では「牙音如君字初發聲」と規定されており、諺解本では上のように記述されている。字形は『訓民正音解例』制字解によると、舌の根が喉を閉じる形、つまり[k] を発音するときの舌の形によるとされる。縦線が左に流れて「フ」のようになることがある。同じ牙音に属する「ㅋ」はこれに筆画を足すことで作られている。また異体の字として、字形としては喉音のㅇから出た牙音不清不濁のㆁがある。 
「キヨク（其役）」が『訓蒙字会』（1527年）以来の伝統的なものであり、「キウク」は後に他のハングル字母に合わせて作られたものである。「ヨク（役）」が用いられたのは、「ウク」という漢字音ないし1音節の固有語が存在しないためである。
訓民正音によれば、全清であるため、終声に用いれば「入声」となるとされていた。

## ラテン文字転写
初声の場合、文化観光部2000年式では常にgと表記される。マッキューン＝ライシャワー式では無声音で発音されるものはk、有声音で発音されるものはgとなる。

終声の場合はどちらの方式でもkと表記される。

## 文字コード
| 名称                    | 用途   | コード | HTML実体参照コード | 表示 |
| HANGUL LETTER GIYEOK    | 単体   | U+3131 | &#12593;           | ㄱ   |
| HANGUL CHOSEONG GIYEOK  | 初声用 | U+1100 | &#4352;            | ᄀ   |
| HANGUL JONGSEONG GIYEOK | 終声用 | U+11A8 | &#4520;            | ᆨ     |